# Anax

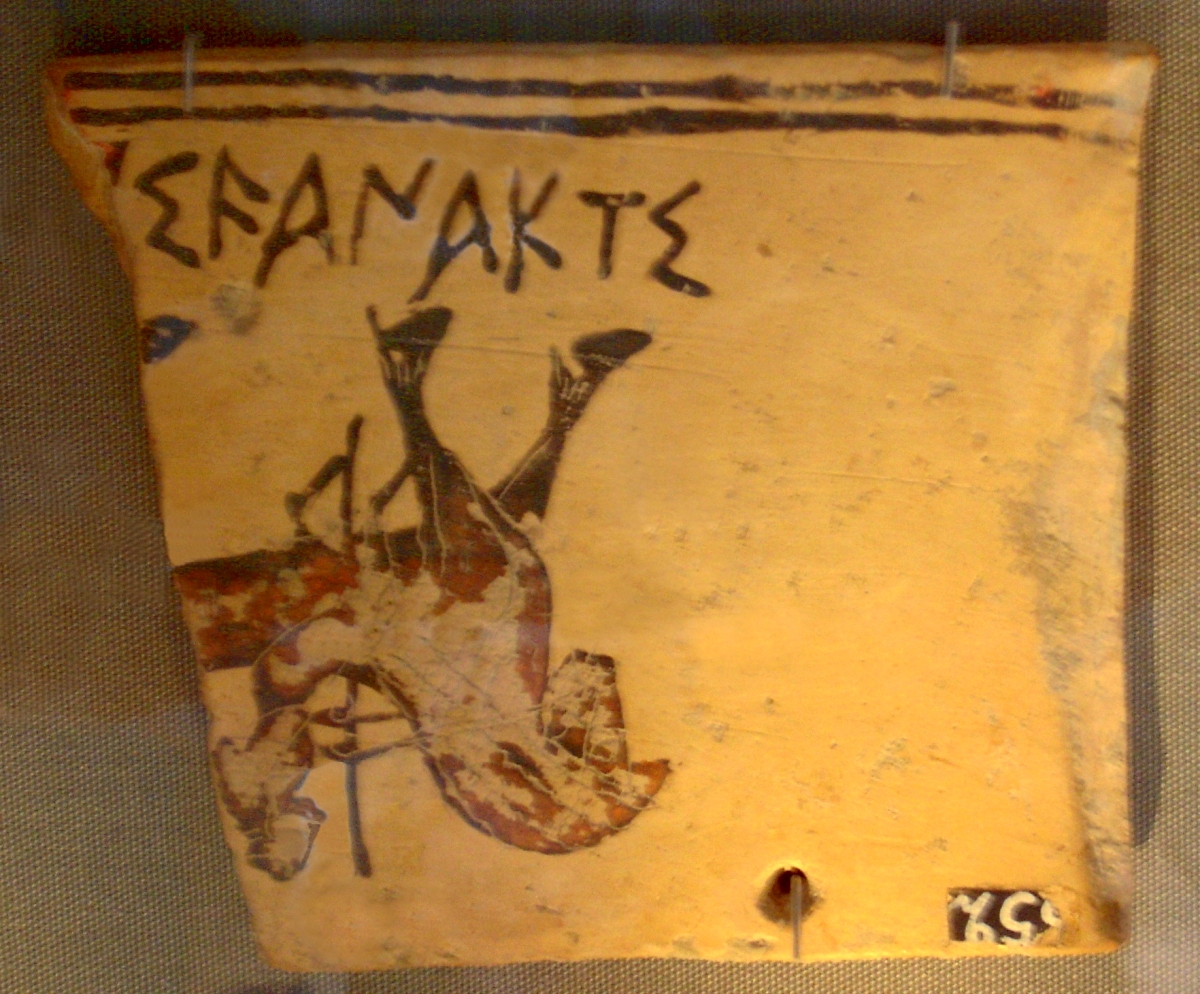
Die archaische Inschrift […]Ι ϜΑΝΑΚΤΙ ([…]i wanakti) auf diesem Keramikfragment entspricht dem Wort ἄναξ, „Fürst“ im klassischen Griechischen.

Anax (griechisch ἄναξ, ursprünglich ϝάναξ wánax, von mykenisch 𐀷𐀙𐀏 wa-na-ka) bezeichnete den irdischen „Herrscher“ im mykenischen Staatswesen, zugleich aber auch den Götterkönig. Das Wort gilt als eine Nominalbildung zum Verb ϝαν-άγειν „(ein Heer) führen“. Tassilo Schmitt vertritt dagegen die These, wa-na-ka sei die Bezeichnung eines Gottes gewesen.
Homer gebraucht einige Jahrhunderte nach dem Ende der mykenischen Kultur Anax als Titel eines Hochkönigs in mythischer Vorzeit. Als Oberkönig und Heerführer der Achaier führt Agamemnon bei Homer die Bezeichnung Anax andrōn, zu deutsch „Herr der Männer“. Aber auch Priamos und Achill werden in der Ilias als Anax bezeichnet. Auf Zypern lebte der Titel als direktes Erbe der mykenischen Kultur in klassischer Zeit weiter. Dies belegen für das 4. Jahrhundert v. Chr. auch Isokrates und Aristoteles. Isokrates erklärt, dass die Söhne und Töchter des Basileus kraft ihres Geburtsrechts anaktes bzw. anassai seien. Aristoteles schreibt in der nur fragmentarisch erhaltenen Schrift „Staat der Kyprier“ (Πολιτεία τῶν Κυπρίων), dass man die Söhne und Brüder der kyprischen Könige anaktes (ἄνακτες, Plural zu ἄναξ) nenne, während Schwestern und Ehefrauen den Titel anassai (ἄνασσαι) trügen. Der Titel eines wa-na-ka (ϝάναξ) ist vielfach überliefert und wird zumeist mit „Prinz“ übersetzt. Diese anaktes waren auf Zypern Teil der Machtsicherung und nahmen etwa als Statthalter Aufgaben in der Verwaltung wahr. Demgegenüber trugen alle kyprischen Könige selbst den ebenfalls aus dem Mykenischen kommenden Titel pa-si-le-u-se, die kyprische Form von basileus (βασιλεύς „König“).
Das Wort Anax geht vermutlich zurück auf die indogermanischen Wortstämme „*wen-“ und „*ag-“. Letzterer bedeutet „führen“, während die Bedeutung von „*wen-“ nicht sicher ist. Möglich wäre eine Übersetzung als „Kampf“ oder „Schlacht“; die Zusammensetzung der beiden Worte würde demnach einen militärischen Anführer bezeichnen.
Vom mykenischen „Anax“ ist der wissenschaftliche Name Anax für die Gattung der Königslibellen abgeleitet.